# 北文铁路
北文铁路（越南语：／），全称北鸿－文典铁路（越南语：／），是一条越南首都河內市的米轨铁路，起自河老铁路北鸿站，終於南北鐵路文典站，全长39.2公里，設5站，僅供貨物列車運行，提供貨物列車繞開河內市區的路徑。这条铁路始建于越南被法国殖民统治的法属印度支那时代，在1982年建成通车。

## 参看
- 越南铁路运输
- 越南交通